# Drama (psicologia)
O drama e o teatro são utilizados na psicologia para analisar e entender o comportamento, os pensamentos e as emoções das pessoas de diversas perspectivas psicológicas. Os psicólogos que utilizam o drama em suas análises conseguem explorar uma variedade de abordagens teóricas e práticas, além de desempenharem uma série de perspectivas históricas e culturais.  O resultado dessa junção é um poderoso motor para a mudança e intervenção social.  Pelo drama, a profundidade e amplitude de experiência interior podem ser exploradas ativamente e habilidades de relacionamento interpessoal podem ser melhoradas. Os participantes expandem seus repertórios de papéis dramáticos para descobrir que suas próprias vidas foram fortalecidas. 

## Dramaterapia
Dramaterapia é o uso de técnicas teatrais para facilitar o crescimento pessoal e promover a saúde mental. Ela é usada em vários setores, incluindo hospitais, escolas, centros de saúde mental, prisões e empresas. Dramaterapia, como uma forma de “terapia expressiva”, existe de muitas formas e pode ser aplicada individualmente, em casais, famílias e vários outros grupos. 

### História da dramaterapia
O uso moderno do processo dramático e do teatro como uma intervenção terapêutica começou com o desenvolvimento do “psicodrama” do Dr. Jacob L. Moreno . Esse campo se expandiu para permitir várias formas de intervenção terapêutica, incluindo a encenação, jogos teatrais, dinâmicas em grupo, mímica, o uso de fantoches e outras técnicas de improviso. Frequentemente, a dramaterapia é utilizada para ajudar um paciente a:
- resolver um problema;
- alcançar uma catarse;
- explorar verdades sobre si mesmo;
- entender o significado de imagens pessoalmente retumbantes;
- explorar e transcender tipos pessoais doentios de comportamento e interação interpessoal.

O fundamento teórico da dramaterapia se dá no drama, teatro, psicologia, psicoterapia, antropologia, atuação, assim como processos interativos e criativos. Em seu livro, “Drama as Therapy: Theory, Practice and Research” (em português, “Drama como Terapia: Teoria, Prática e Pesquisa”), Phil Jones descreve o surgimento do uso intencional do drama como terapia em três fases. Primeiro, uma longa história do drama como uma força curandeira com raízes ancestrais nos rituais de cura e dramas de várias sociedades. A conexão entre o drama e a cura psicológica da sociedade, não do indivíduo, foi primeiramente descoberta por Aristóteles, o criador do termo “catarse”. Segundo, no começo do século XX, o teatro hospital e o trabalho de Moreno, Evreinov e Iljine marcaram uma nova relação entre terapia e teatro, que forneceu uma fundação para o surgimento da dramaterapia mais tarde. Terceiro, influenciada por abordagens experimentais teatrais, o advento e a popularização do teatro de improviso, dinâmicas em grupo, encenação e psicologia nos anos 60, a dramaterapia surgiu como uma terapia de artes criativas na década de 70.
Hoje, a dramaterapia é praticada no mundo todo e há programas acadêmicos de treinamento no Reino Unido, Alemanha, Holanda, Canadá, Israel e Estados Unidos. 

### Processos centrais da dramaterapia
Phil Jones escreveu em seu livro “Drama Como Terapia, Teatro Como Forma de Viver” que há nove processos centrais no coração da dramaterapia. Estão inclusos a identificação projetiva e o distanciamento dramático. A identificação projetiva é o processo pelo qual uma pessoa sente os sentimentos que o outro é incapaz de acessar. O distanciamento dramático se refere à forma que problemas emocionais e psicológicos podem ser facilmente acessados por meio de  metáforas. O paciente tem uma relação distanciada a esses problemas por meio de metáforas, tornando-os mais fáceis de tolerar.

### Formação em dramaterapia
Nos Estados Unidos e no Canadá, o órgão dirigente é a NADTA (Associação Norte-Americana de Dramaterapia), que estabiliza orientações para a credencial do RDT (Dramaterapeura Registrado) e confere certificação e orientações para os programas alternativos de treinamento. Na América do Norte, os portadores de RDT possuem mestrado em uma das cinco instituições credenciadas pela NADTA: Antioch University, em Seatle; Lesley University, em Cambridge; NYU Steinhardt, em Nova York; California Institute of Integral Studies, em São Fransisco; e Concordia University, em Montreal. Pessoas que têm mestrado em um campo relacionado podem ser registrados como dramaterapeuta, buscando o que se sabe sobre “Rota de Treinamento Alternativo”, que consiste em cursos de pós-graduação e estágios realizados sob a supervisão de um instrutor credenciado.
No Reino Unido, o órgão dirigente é a BADth (Associação Britânica de Dramaterapeutas). Há cinco cursos de pós-graduação em dramaterapia no Reino Unido que orientam para uma qualificação aprovada pelo Conselho de Profissões da Saúde, acreditado pelo BADth e reconhecido pelo Departamento de Saúde. Esses cursos são oferecidos pela Roehampton University, University of Derby, Central School of Speech and Drama, Anglia Ruskin University e The School of Dramatherapy at the Iron Mill Institute.
Muitas dessas universidades oferecem disciplinas específicas para completar o grau de licenciatura, se você quiser prosseguir com um mestrado em dramaterapia. Algumas dessas disciplinas são: Drama, Psicologia ou outra profissão relevante.  

### Em prática
O campo da dramaterapia pode ser um pouco intermitente em termos de técnicas e procedimentos. No entanto, há algumas semelhanças. No centro da dramaterapia estão a história e o papel. Participantes da dramaterapia encenam um papel para contar uma história ou performar, assim adotando uma nova perspectiva do personagem ou deles mesmos. Outro elemento-chave é o espaço ou onde a ação acontece. Outros componentes da dramaterapia incluem ritual, conflito, resistência, espontaneidade, distância e catarse. 
Dramaterapia trabalha para derramar luz nos sentimentos e comportamentos das pessoas e ensiná-las formas de administrar e superar obstáculos que enfrentam. A esperança é, que pegando específicos papéis, as pessoas possam obter uma percepção pessoal e romper as barreiras. Embora esse processo possa ser muito benéfico e gratificante, ele pode ser muito difícil. Progressões e desenvolvimentos podem ser lentos e os participantes podem ser resistentes ao processo. 
Embora a dramaterapia possa ser feita individualmente, ela é tipicamente feita em grupos ou comunidades. Grupos podem envolver centenas de pessoas de uma vez, mas é mais comum variar de 6 a 10 pessoas em ambientes institucionais. Como uma forma de recomendação, a dramaterapia é geralmente privada e não há espectadores. A exceção a essa regra é o teatro terapêutico, que mistura as técnicas do drama aplicado à dramaterapia. Teatro terapêutico implica na performance de um grupo de pessoas para uma audiência selecionada, tornando-se um pouco pública. 